# Naafkopf
Naafkopf (zvaná také Schneetälispitz) je hora v alpském pohoří Rätikon. Její výška je 2571 metrů a je tak třetím nejvyšším vrcholem Lichtenštejnska. Prominence hory je 222 metrů. 

## Popis
Vrchol hory je současně trojmezím mezi Lichtenštejnskem (obec Schaan), Švýcarskem (kanton Graubünden) a Rakouskem (spolková země Vorarlbersko). Obvyklou základnou pro výstup je chata Lichtenštejnského alpského klubu Pfälzerhütte v sedle Bettlerjoch (nadmořská výška 2108 m), otevřená v roce 1928. 
Nejbližším sídlem je chatová kolonie Nenzinger Himmel v Rakousku, vzdálená 4,5 km. Hora je u turistů populární pro snadný výstup a daleké výhledy, její vrchol je označen křížem.